# Mas dels Frares (Santa Eugènia de Berga)
Mas dels Frares és una obra del municipi de Santa Eugènia de Berga (Osona) inclosa en l'Inventari del Patrimoni Arquitectònic de Catalunya.

## Descripció
Masia de planta rectangular coberta a dues vessants, amb el carener perpendicular a la façana, orientada a migdia. Consta de planta baixa, pis i golfes. La façana presenta un portal rectangular de pedra, flanquejat per finestres, com el balcó del primer pis, a les golfes hi ha també una obertura. A ponent s'hi adossa un cos de porxos coberts a una vessant i amb dos portals a la planta i quatre finestres al primer pis. A tramuntana s'hi adossen diversos cossos destinats a funcions agrícoles i que formen un clos que tanca la lliça. La masoveria, igual que la capella s'annexionen a la masia per la part de llevant. Ostenta diverses piques de pedra portades d'altres indrets. A la façana principal hi ha un rellotge de sol amb l'escut dels Mercedaris.
Al pas dels segles xix i xx es va transformar totalment: es van modificar les obertures i la distribució i es va amagar l'obra o pedra dels murs i emmarcament de les finestres i obertures, llevat del de la porta principal, que té un balcó a sobre. També es va fer nou el teulat, que té un ampli ràfec sostingut per unes mènsules de ferro molt treballades.
- Capella: edifici religiós d'una sola nau, adossada a l'angle sud-est del mas, i en alçària sobresurt per sobre d'aquest. La planta és quadrada, amb l'altar a llevant i l'endrada a migdia. S'hi accedeix a través d'una escala corva de dos trams. El portal és d'arc peraltat i al damunt hi ha un fals òcul. És coronada per un campanaret d'espadanya amb campana de creu. A la part de llevant i a la planta, hi ha un portalet rectangular. A la part Nord, s'hi adossa un cos de planta que s'uneix a la masoveria i que correspon a ella.[1] És construïda en pedra arrebossada al damunt i pintada, presenta unes decoracions que imiten els carreus d'escaire.[1] L'estat de conservació és bo.[1]

## Història
L'origen del nom de la masia es deu al fet que fou residència d'una congregació que va desaparèixer amb la desamortització. Almenys des de 1248 va ser propietat dels frares del convent de la Mercè de Vic. En el fogatge de 1553 ja se li dona el nom de Mas dels Frares quan habitava el mas un tal Guillem Soler, però en el nomenclàtor de 1839 se li diu la Casa del Font i en el 1860 Can Font o Mas dels Frares. Es va originar dins l'antiga demarcació de l'antiga Vil·la Alba i el seu terme va absorbir el mas Vilalba, creat sobre l'antiga vil·la rural.
Conserva un rellotge de sol datat el 1739. Fou reformada diverses vegades com ens indiquen les dades constructives següents: 1906, 1940 (portal de la lliça), 1955 (cabana nord).
Capella: hi ha notícies que existia almenys des de 1796. Després de la desamortització el mas va ser pres als frares i venut per l'Estat al senyor Castany, per la qual cosa la capella va quedar sense culte durant molts anys. L'actual capella, substitueix a una d'anterior, i fou inaugurada pel cardenal Casañas, bisbe de Barcelona el 8 de setembre de 1907 i dedicada a la Verge del Roser.L'església fou renovada o ampliada després de la Guerra Civil, quan fou espoliada.
Ha tingut les advocacions de la Mare de Déu del Roser, de la Mare de Déu de les Victòries i de Sant Josep. De la Mare de Déu de les Victòries havia tingut una imatge que fou cremada durant la darrera guerra; avui es pot veure una reproducció "in situ" en tela. S'hi conserva també un Sant Josep de talla. Hi ha una acta de donació de les relíquies del cardenal Salvador Casañas i Pagès el 24 de juliol de 1911 per Josep Bisbe de Vic.